# Élections législatives grecques de 1847

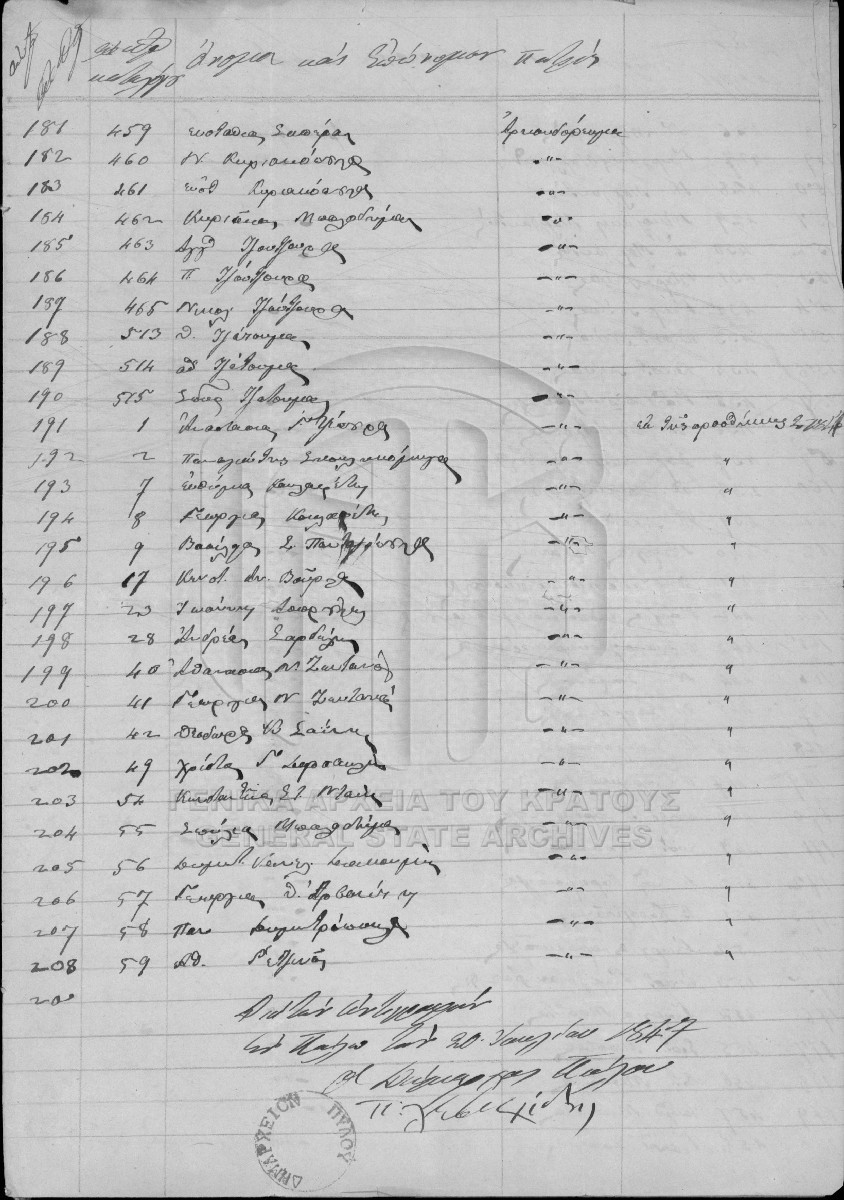
Liste électorale de Pylos du 20 juillet 1847 (calendrier julien).

Les élections législatives grecques de juin 1847 élurent les membres du parlement grec et furent remportées par le parti français.

## Fonctionnement du scrutin
Conformément à la loi électorale du 18 mars 1844, les élections se déroulèrent au suffrage masculin : hommes de plus de 25 ans et propriétaires ; les ecclésiastiques, les prévenus en attente de procès, les condamnés et ceux déchus de leurs droits civiques étaient exclus. Cependant, ces restrictions furent difficilement appliquées (nombre de non-propriétaires votaient). Les députés étaient répartis en proportion de la population de la région. Ils étaient élus à la majorité absolue, au niveau régional. Tant qu'un candidat n'avait pas obtenu la majorité absolue, un nouveau tour de scrutin était organisé, avec au moins deux fois plus de candidats qu'il restait de sièges vacants. Autant de tours de scrutin que nécessaire étaient alors organisés. Les électeurs, la plupart analphabètes, ne votaient pas avec des bulletins, mais avec des boules de plomb. Il y avait autant d'urnes qu'il y avait de candidats. L'électeur glissait la main dans l'urne et plaçait sa boule soit à droite (partie blanche, inscrite « oui »), soit à gauche (partie noire, inscrite « non »). Les urnes étaient en acier recouvert de laine pour éviter qu'un bruit quelconque informe de la façon dont l'électeur avait voté.

## Résultats
Les partis étaient alors plutôt identifiés par le nom de leur chef de file.
Il y avait 127 sièges à pourvoir. Les partis en présence ne sont pas précisément connus. Les trois partis habituels de l'époque pourraient y avoir participé (le parti russe, le parti anglais et le parti français). Les résultats ne sont pas connus avec précision. Il est cependant certain que le parti français ou « parti de Kolletis » remporta la majorité absolue des sièges. Ioannis Kolettis resta premier ministre jusqu'à sa mort en septembre. Il fut remplacé alors par Kitsos Tzavelas, nouveau chef du parti français.